# Fons Asselbergs
Alfons Lucas Lodewijk Maria (Fons) Asselbergs (Amsterdam, 21 oktober 1940) is een Nederlands kunsthistoricus, adviseur ruimte en cultuur en voormalig politicus. Hij was wethouder met verschillende portefeuilles voor de PvdA in Amersfoort.

## Biografie
Fons Asselbergs werd geboren in Amsterdam als zoon van Wilhelmus Johannes Maria Antonius Asselbergs (bekend als de dichter Anton van Duinkerken) en Leonie Judith Anna Arnolds. In ditzelfde gezin was in 1938 al de latere schilder en beeldhouwer Gustave Asselbergs geboren. In 1952 verhuisde het gezin naar Nijmegen, waar Asselbergs het Gymnasium volgde (1953-1960). In 1960-1961 volgde het Philosophicum te Haaren (Noord-Brabant).
In de jaren 1963-1971 studeerde hij Kunstgeschiedenis aan de Faculteit der Letteren van de Radboud Universiteit. Tijdens deze studie deed hij onder meer archiefonderzoek naar het werk van architect Pierre Cuypers.
Van 1971 tot 1978 bouwde Asselbergs zijn deskundigheid op het gebied van architectuur verder uit als secretaris/directeur van Stichting Architectuurmuseum en beheerder Nederlands Documentatiecentrum voor de Bouwkunst, beide te Amsterdam. Deze organisaties zouden uiteindelijk leiden tot het Nederlands Architectuurinstituut, dat zou opgaan in Het Nieuwe Instituut.

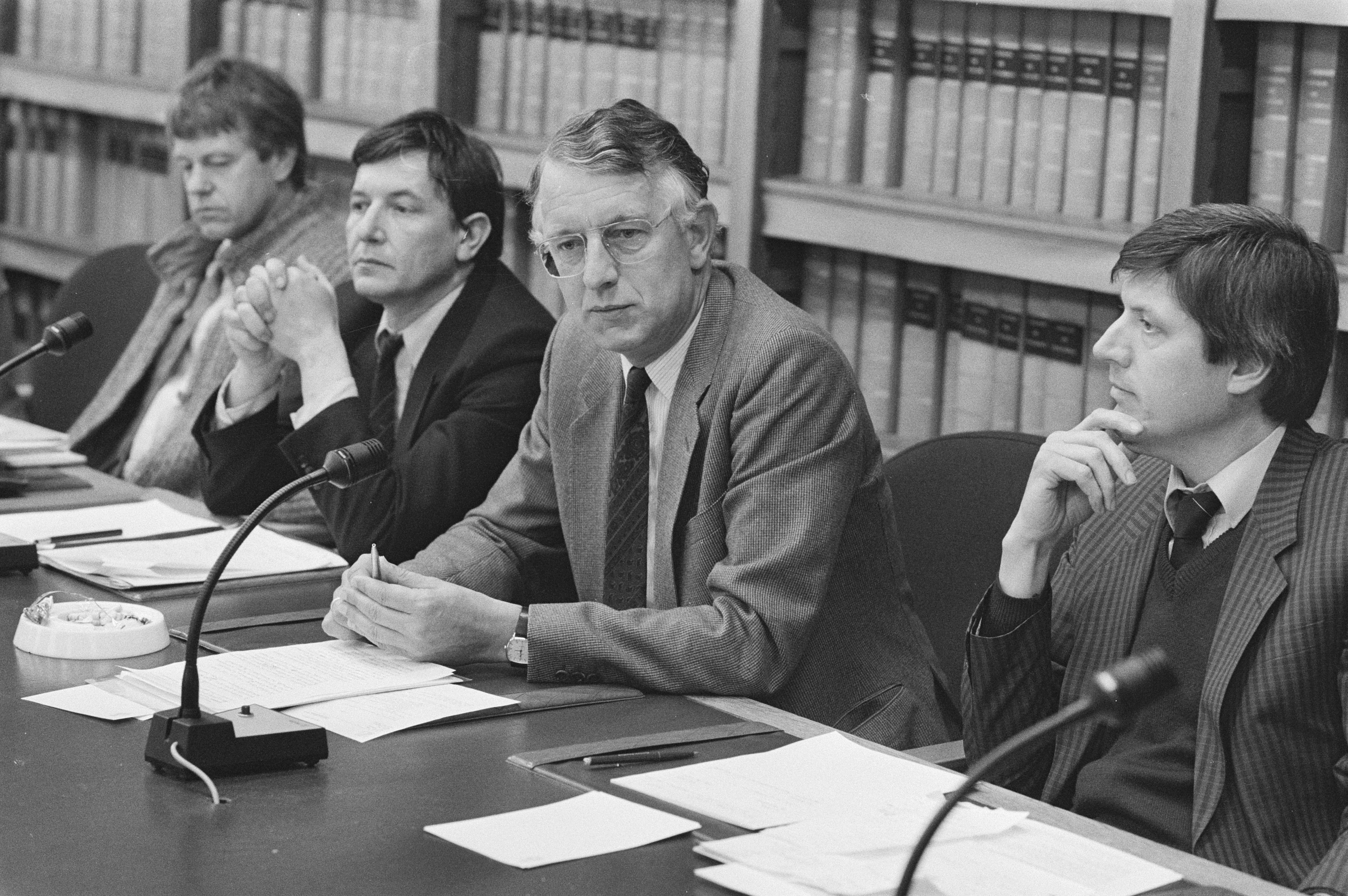
Stichting Wonen bij hoorzitting Tweede Kamer over het nieuwe architectuurmuseum, v.l.n.r. Brouwers, Deben, Brinkman en Asselbergs, 27 maart 1985

In 1978 stapte Asselbergs over naar de politiek en werd hij wethouder in Amersfoort met verschillende portefeuilles: Monumentenzorg en Archeologie (1978-1993), Onderwijs (1978-1986), Stadsvernieuwing en Stedelijke Vernieuwing (1978-1993), Woonruimteverdeling (1978-1993), Volkshuisvesting (1982-1993), Ruimtelijke Ordening (1986-1993), Cultuur (1990-1993). Tijdens zijn wethouderschap was hij verantwoordelijk voor onder meer de besluitvorming over de bouw van de wijk Kattenbroek, die tot een hechte samenwerking met architect en stedenbouwkundige Ashok Bhalotra leidde.
In 1993 werd hij directeur van de Rijksdienst voor de Monumentenzorg te Zeist. In deze periode kreeg Asselbergs er nog een paar belangrijke functies bij: Buitengewoon hoogleraar Monumentaal Bouwkundig Erfgoed aan de Radboud Universiteit (1999-2009) en Rijksadviseur Cultureel Erfgoed te Den Haag (2004-2008).
Sinds 2005 heeft Asselbergs een eigen adviesbureau voor ruimte en cultuur.
Asselbergs is getrouwd en heeft twee kinderen.

## Overige functies (selectie)
- 1993-: Secretaris Stichting Het Van Doesburghuis, Meudon
- 1994-2022: Voorzitter Stichting Rietveldpaviljoen, Venetië
- 2008-: Voorzitter Stichting Restauratie Peter Gerritsz-orgel, Nicolaïkerk Utrecht
- 2010-: Voorzitter Stichting Open Oog, Amersfoort
- 2014-: Voorzitter Q-team Gebiedsontwikkeling De Krijgsman Muiden/Gooise Meren
- 2014-: Voorzitter Stichting Purmer-Meer

## Onderscheidingen en prijzen
- 1993: Officier in de Orde van Oranje-Nassau
- 1997: Amersfoort Promotie Prijs
- 2009: Ereburger van Amersfoort (Jacob van Campenpenning)